# Eleição municipal de Porto Alegre em 1996
A eleição municipal de Porto Alegre em 1996 ocorreu em 3 de outubro do mesmo ano, para a eleição de um prefeito, um vice-prefeito e mais 33 vereadores. 
O prefeito à época era Tarso Genro, do Partido dos Trabalhadores (PT) que terminaria seu mandato em 31 de dezembro de 1996. 
Doze candidatos disputaram a eleição para prefeito da capital gaúcha. Raul Pont, também do PT, foi eleito prefeito de Porto Alegre em primeiro turno, governando a capital gaúcha pelo período de 1º de janeiro de 1997 a 31 de dezembro de 2000.

## Resultado da eleição para prefeito
| Candidatos a prefeito        | Candidatos a vice-prefeito | Número | Coligação                                        | Votação | Percentual |
| ---------------------------- | -------------------------- | ------ | ------------------------------------------------ | ------- | ---------- |
| Raul Pont PT                 | José Fortunati PT          | 13     | Frente Popular (PT, PPS, PCB)                    | 408.998 | 53,71%     |
| Yeda Crusius PSDB            | Onyx Lorenzoni PL          | 45     | União por Porto Alegre (PSDB, PL, PFL, PSC, PSL) | 167.397 | 21,98%     |
| Maria do Carmo PPB           | Percival Puggina PPB       | 11     | —                                                | 48.224  | 6,33%      |
| Vieira da Cunha PDT          | Jussara Cony PCdoB         | 12     | Unidade Popular (PDT, PCdoB)                     | 41.744  | 5,48%      |
| Paulo Odone PMDB             | Luís Roberto Ponte PMDB    | 15     | —                                                | 40.297  | 5,29%      |
| Valdir Fraga PTB             | Terezinha Irigaray PTB     | 14     | —                                                | 24.524  | 3,22%      |
| Luiz Negrinho PST            | Elisabete Reis PMN         | 18     | União Social Popular (PST, PMN, PRN, PSD)        | 4.900   | 0,64%      |
| Furtado Maciel PRONA         | Márcia Oliveira PRONA      | 56     | —                                                | 4.031   | 0,53%      |
| Maria Augusta Feldman PSB    | Elias Lemes PSB            | 40     | —                                                | 3.882   | 0,51%      |
| Léo Meira PRP                | Silvio Teitelbaum PRP      | 44     | —                                                | 2.931   | 0,38%      |
| Julio Flores PSTU            | Paulo Barela PSTU          | 16     | —                                                | 1.297   | 0,17%      |
| Armando Temperani Junior PAN | Laura Mendonça PAN         | 26     | —                                                | 1.012   | 0,13%      |

## Candidatos à Prefeitura
|  | Nº | Candidato(a) a prefeito | Candidato(a) a prefeito                                         | Candidato(a) a vice-prefeito | Candidato(a) a vice-prefeito                                    | Coligação |
|  | -- | ----------------------- | --------------------------------------------------------------- | ---------------------------- | --------------------------------------------------------------- | --- |
|  | 26 |                         | Armando Temperani Junior (PAN) Armando Temperani Pereira Júnior |                              | Laura Mendonça (PAN) Laura Carvalho Mendonça                    | Partido não coligado - Partido dos Aposentados da Nação (PAN) |
|  | 56 |                         | Eng.º Furtado Maciel (PRONA) Antônio Furtado Maciel             |                              | Prof.ª Márcia Oliveira (PRONA) Márcia Rejane Guedes de Oliveira | Partido não coligado - Partido de Reedificação da Ordem Nacional (PRONA) |
|  | 16 |                         | Júlio Flores (PSTU) Júlio Cezar Leirias Flores                  |                              | Paulo Barela (PSTU) Paulo Arletes Rios Barela                   | Partido não coligado - Partido Socialista dos Trabalhadores Unificado (PSTU) |
|  | 44 |                         | Léo Meira (PRP) Léo Marco Nunes Meira                           |                              | Prof.º Silvio Teitelbaum (PRP) Silvio Teitelbaum                | Partido não coligado - Partido Republicano Progressista (PRP) |
|  | 18 |                         | Luiz Negrinho (PST) Luiz Alberto Negrinho de Oliveira           |                              | Elisabete Reis (PMN) Elisabete Perez Reis                       | União Social Popular - Partido Social Trabalhista (PST) - Partido da Mobilização Nacional (PMN) - Partido Social Democrático (PSD) - Partido da Reconstrução Nacional (PRN)                    |
|  | 11 |                         | Maria do Carmo (PPB) Maria do Carmo Bueno                       |                              | Percival Puggina (PPB) Percival Oliveira Puggina                | Partido não coligado - Partido Progressista Brasileiro (PPB) |
|  | 40 |                         | Maria Augusta Feldman (PSB) Maria Augusta de Almeida Feldman    |                              | Elias Lemes (PSB) Elias de Ávila Lemes                          | Partido não coligado - Partido Socialista Brasileiro (PSB) |
|  | 15 |                         | Paulo Odone (PMDB) Paulo Odone Chaves de Araújo Ribeiro         |                              | Luís Roberto Ponte (PMDB) Luís Roberto Andrade Ponte            | Partido não coligado - Partido do Movimento Democrático Brasileiro (PMDB) |
|  | 13 |                         | Raul Pont (PT) Raul Jorge Anglada Pont                          |                              | José Fortunati (PT) José Alberto Reus Fortunati                 | Frente Popular - Partido dos Trabalhadores (PT) - Partido Popular Socialista (PPS) - Partido Comunista Brasileiro (PCB)                                                                        |
|  | 14 |                         | Valdir Fraga (PTB) Valdir Fraga da Silva                        |                              | Terezinha Irigaray (PTB) Terezinha Gisela Irigaray              | Partido não coligado - Partido Trabalhista Brasileiro (PTB) |
|  | 12 |                         | Vieira da Cunha (PDT) Carlos Eduardo Vieira da Cunha            |                              | Jussara Cony (PCdoB) Jussara Rosa Cony                          | Unidade Popular - Partido Democrático Trabalhista (PDT) - Partido Comunista do Brasil (PCdoB)                                                                                                  |
|  | 45 |                         | Yeda Crusius (PSDB) Yeda Rorato Crusius                         |                              | Onyx Lorenzoni (PL) Onyx Dornelles Lorenzoni                    | União por Porto Alegre - Partido da Social Democracia Brasileira (PSDB) - Partido Liberal (PL) - Partido da Frente Liberal (PFL) - Partido Social Cristão (PSC) - Partido Social Liberal (PSL) |

| 1º Turno 3 de outubro de 1996  | 1º Turno 3 de outubro de 1996 | 1º Turno 3 de outubro de 1996 | 1º Turno 3 de outubro de 1996 |
| Candidato(a)                   | Vice                          | Votação                       | Votação                       |
| Candidato(a)                   | Vice                          | Total                         | Porcentagem                   |
| ------------------------------ | ----------------------------- | ----------------------------- | ----------------------------- |
| Raul Pont (PT)                 | José Fortunati (PT)           | 408.998                       | 53,71%                        |
| Yeda Crusius (PSDB)            | Onyx Lorenzoni (PL)           | 167.397                       | 21,98%                        |
| Maria do Carmo (PPB)           | Percival Puggina (PPB)        | 48.224                        | 6,33%                         |
| Vieira da Cunha (PDT)          | Jussara Cony (PCdoB)          | 41.744                        | 5,48%                         |
| Paulo Odone (PMDB)             | Luís Roberto Ponte (PMDB)     | 40.297                        | 5,29%                         |
| Valdir Fraga (PTB)             | Terezinha Irigaray (PTB)      | 24.524                        | 3,22%                         |
| Luiz Negrinho (PST)            | Terezinha Irigaray (PMN)      | 4.900                         | 0,64%                         |
| Furtado Maciel (PRONA)         | Márcia Oliveira (PRONA)       | 4.031                         | 0,53%                         |
| Maria Augusta Feldman (PSB)    | Elias Lemes (PSB)             | 3.882                         | 0,51%                         |
| Léo Meira (PRP)                | Silvio Teitelbaum (PRP)       | 2.931                         | 0,38%                         |
| Júlio Flores (PSTU)            | Paulo Barela (PSTU)           | 1.297                         | 0,17%                         |
| Armando Temperani Junior (PAN) | Laura Mendonça (PAN)          | 1.012                         | 0,13%                         |
| Total de votos válidos         | Total de votos válidos        | 749.237                       | 100,00%                       |
| Votos apurados                 |                               |                               |                               |
| Votos válidos                  | Votos válidos                 | 749.237                       | 95,19%                        |
| Votos em branco                | Votos em branco               | 12.314                        | 1,57%                         |
| Votos nulos                    | Votos nulos                   | 25.361                        | 3,24%                         |
| Total de votos apurados        | Total de votos apurados       | 786.912                       | 100,00%                       |
| Eleitores                      |                               |                               |                               |
| Comparecimento                 | Comparecimento                | 782.881                       | 85,57%                        |
| Abstenções                     | Abstenções                    | 131.999                       | 14,43%                        |
| Total de eleitores             | Total de eleitores            | 914.880                       | 100,00%                       |

## Vereadores eleitos
| Número | Vereadores                     | Partido | Votação | Percentual |
| ------ | ------------------------------ | ------- | ------- | ---------- |
| 13662  | GERSON LUIZ DE ALMEIDA SILVA   | PT      | 5.470   | 0,755      |
| 14622  | PAULO CESAR DOS SANTOS BRUM    | PTB     | 3.928   | 0,542      |
| 13620  | Henrique Fontana               | PT      | 14.696  | 2,029      |
| 13601  | Adeli Sell                     | PT      | 6.234   | 0,861      |
| 12620  | Isaac Ainhorn                  | PDT     | 10.041  | 1,386      |
| 13660  | João Verle                     | PT      | 5.989   | 0,827      |
| 11626  | João Dib                       | PPB     | 12.886  | 1,779      |
| 12612  | Pedro Ruas                     | PDT     | 5.933   | 0,819      |
| 25625  | Reginaldo Pujol                | PFL     | 5.872   | 0,811      |
| 13622  | JOAO CONSTANTINO PAVANI MOTTA  | PT      | 6.204   | 0,857      |
| 13663  | RENATO MORELI GUIMARAES        | PT      | 5.356   | 0,740      |
| 45613  | Antônio Hohlfeldt              | PSDB    | 5.921   | 0,818      |
| 14666  | Luiz Braz                      | PTB     | 4.855   | 0,670      |
| 13666  | JOSE VALDIR RODRIGUES DA SILVA | PT      | 6.028   | 0,832      |
| 13614  | JUAREZ PINHEIRO                | PT      | 4.932   | 0,681      |
| 14680  | Sônia Santos                   | PTB     | 5.237   | 0,723      |
| 14616  | TERESA FRANCO                  | PTB     | 6.423   | 0,887      |
| 40623  | CARLOS ALBERTO OLIVEIRA GARCIA | PSB     | 3.438   | 0,475      |
| 45622  | Cláudio Sebenelo               | PSDB    | 3.515   | 0,485      |
| 15620  | CLENIA LEAL MARANHAO           | PMDB    | 5.871   | 0,811      |
| 13696  | Clóvis Ingelfritz              | PT      | 10.581  | 1,461      |
| 13631  | DECIO ALOISIO SCHAUREN         | PT      | 5.364   | 0,741      |
| 15640  | Luiz Fernando Záchia           | PMDB    | 6.074   | 0,839      |
| 14660  | ELISEU SABINO DE FREITAS       | PTB     | 3.968   | 0,548      |
| 12699  | Eloi Guimarães                 | PDT     | 6.172   | 0,852      |
| 13699  | Maria do Rosário               | PT      | 20.838  | 2,877      |
| 12601  | Nereu D'Ávila                  | PDT     | 5.547   | 0,766      |
| 11602  | Pedro Américo Leal             | PPB     | 6.387   | 0,882      |
| 13670  | GUILHERME TOLEDO BARBOSA       | PT      | 4.835   | 0,668      |
| 45645  | ANA MARIA DEL HOYO NEGRONI     | PSDB    | 2.427   | 0,335      |
| 11633  | João Carlos Nedel              | PPB     | 5.107   | 0,705      |
| 13654  | ANTONIO CUNHA LOSADA           | PT      | 4.855   | 0,670      |
| 13690  | Helio Corbellini               | PT      | 10.276  | 1,419      |